# Kvislemark Sogn
Kvislemark Sogn er et sogn i Næstved Provsti (Roskilde Stift).
I 1800-tallet var Fyrendal Sogn anneks til Kvislemark Sogn. Begge sogne hørte til Øster Flakkebjerg Herred i Sorø Amt. Kvislemark-Fyrendal sognekommune gik inden kommunalreformen i 1970 med i forsøget på at danne en Holsteinborg Kommune, men den blev for lille. Ved selve reformen blev Kvislemark-Fyrendal indlemmet i Fuglebjerg Kommune, der ved strukturreformen i 2007 indgik i Næstved Kommune.
I Kvislemark Sogn ligger Kvislemark Kirke.
I sognet findes følgende autoriserede stednavne:
- Brandholt (bebyggelse)
- Kvislemark (bebyggelse, ejerlav)